# خوان مانويل موراليس
خوان مانويل موراليس (بالإسبانية: Juan Manuel Morales) (19 ديسمبر 1988 في الأوروغواي - ) هو لاعب كرة قدم أوروغواني في مركز الوسط. شارك مع منتخب الأوروغواي تحت 17 سنة لكرة القدم. أما مع النوادي، فقد لعب مع ديبورتيفو سابريسا ومونتيفيديو واندررز وبوسطن ريفر والتانك سيلي وإنستيتوسيون أتلتيكا سود أمريكا ‏.

## وصلات خارجية
- خوان مانويل موراليس على موقع قاعدة بيانات كرة القدم.إي يو (الإنجليزية)
- خوان مانويل موراليس على موقع Soccerway.com (الإنجليزية)